# Olivier Panis
Pour les articles homonymes, voir Panis.
Olivier Panis est un pilote automobile français né le 2 septembre 1966 à Oullins.
Pilote de Formule 1 de 1994 à 2004, il remporte son unique victoire sous la pluie au Grand Prix de Monaco 1996, au volant d'une Ligier-Mugen-Honda. Avant la victoire de Pierre Gasly au Grand Prix d'Italie 2020, il est resté vingt-quatre ans le dernier pilote français vainqueur en Formule 1.
Il participe aux débuts de l'écurie Prost Grand Prix en Formule 1 et achève sa carrière en 2004 avec Toyota F1 Team, totalisant cinq podiums et une huitième place comme meilleur résultat au classement du championnat du monde, en 1995.
Son fils Aurélien Panis est pilote automobile depuis 2011.

## Biographie

### 1981-1993: les débuts
Comme la plupart des pilotes, c'est en karting que Panis, alors adolescent, fait ses débuts en compétition, en 1981. En 1987, il remporte le Volant Elf et dispute ainsi le championnat de France de Formule Renault en 1988, dont il devient champion en 1989. Puis, après deux bonnes saisons dans le championnat de France de Formule 3 (4e en 1990 puis 2e en 1991), il accède à la Formule 3000 internationale en 1992 avant de devenir champion en 1993 devant Pedro Lamy et David Coulthard.

### 1994-1996: Ligier

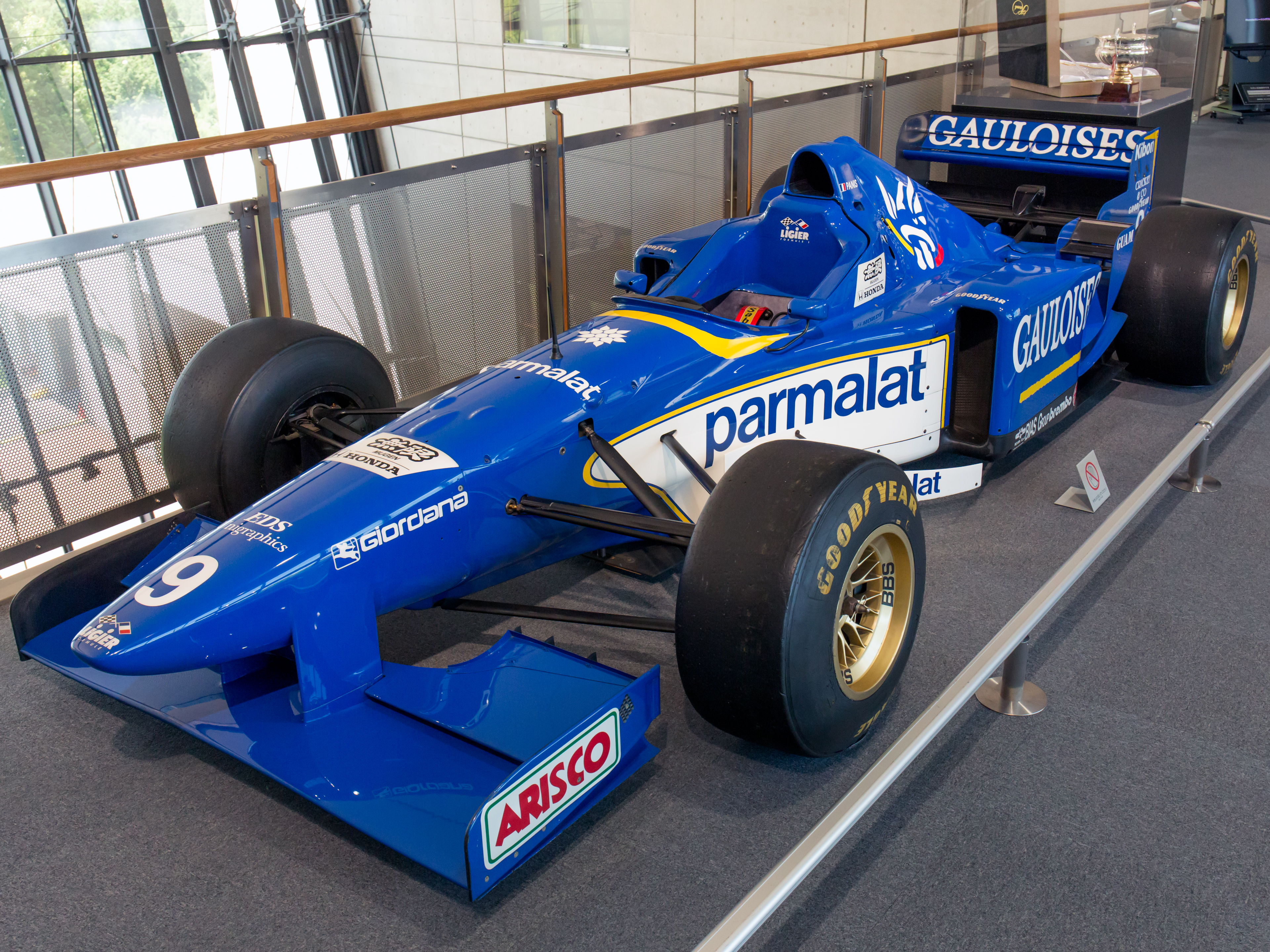
Victoire au Grand Prix de Monaco 1996 avec La Ligier Mugen-Honda.

Son titre en F3000 lui ouvre les portes de la Formule 1. Il débute au sein de l'écurie française Ligier (pour laquelle il avait déjà effectué des essais) en 1994. Dans un contexte délicat, compte tenu de la forte incertitude qui entoure l'avenir de l'écurie (à la suite des ennuis judiciaires du propriétaire Cyril de Rouvre, Ligier est revendu au mois de mai à Flavio Briatore), Olivier Panis s'affirme comme un très bon débutant, qui brille surtout par sa solidité et sa constance. Des qualités qu'il met à profit pour terminer à la deuxième place du Grand Prix d'Allemagne. Autre fait remarquable, il parvient à atteindre le drapeau à damier lors de 15 des 16 courses de la saison. Ironie du sort, c'est lors de son Grand Prix national à Magny-Cours qu'il connaît son unique abandon de la saison. Au débit de Panis, certains observateurs estiment néanmoins sa rapidité encore insuffisante pour rivaliser avec les meilleurs. Ainsi, lors du Grand Prix d'Europe à Jerez, il est dominé tout au long du week-end par son coéquipier d'un jour Johnny Herbert, qui découvrait la voiture. Puis, durant l'hiver, il est très loin du rythme du nouveau champion du monde Michael Schumacher, venu essayer la Ligier pour découvrir le moteur Renault.
Toujours chez Ligier en 1995, Panis peine à montrer la même solidité que la saison précédente et alterne le bon et le moins bon. À plusieurs reprises, il parvient à rentrer dans les points (et décroche même une nouvelle deuxième place, cette fois au Grand Prix d'Australie, malgré un moteur agonisant), mais commet également plusieurs erreurs. Il peine également à rivaliser en performances avec son coéquipier Martin Brundle, réputé proche de Tom Walkinshaw, alors directeur sportif de l'écurie. Il termine tout de même le championnat à une remarquable 8e place. Au sein d'une équipe qui semble progressivement perdre son identité française (Flavio Briatore est proche de revendre l'équipe à Tom Walkinshaw, qui ambitionne de la déménager en Angleterre), la position de Panis apparaît de plus en plus instable et ce n'est que d'extrême justesse qu'il conserve son volant pour la saison 1996.
Son début de championnat 1996, moyen, est assombri par les incertitudes qui continuent d'accompagner l'avenir de Ligier dont l'existence même est menacée, faute d'argent et de projet de rachat cohérent (la tentative de Walkinshaw ayant échoué).
Mais au Grand Prix de Monaco en mai, Olivier Panis accomplit ce qui restera la course de sa vie. Qualifié dans la seconde moitié de la grille, il livre sur une piste humide une course pleine d'attaque, déborde de nombreux concurrents (avec en point d'orgue son dépassement en force de la Ferrari d'Eddie Irvine) et profite également de l'hécatombe parmi les favoris pour s'en aller décrocher une victoire historique, la première de l'écurie Ligier depuis 15 ans,. En plus d'apporter une reconnaissance internationale à Panis, cette victoire a pour effet de relancer dans l'hexagone l'engouement autour de la F1 à la française, et de favoriser dans les mois qui suivent le projet de rachat de Ligier par Alain Prost. Olivier Panis demeure le dernier Français à avoir remporté un Grand Prix en Formule 1 pendant 24 ans, jusqu'à la victoire de Pierre Gasly à Monza en septembre 2020.

### 1997-1999: Prost Grand Prix

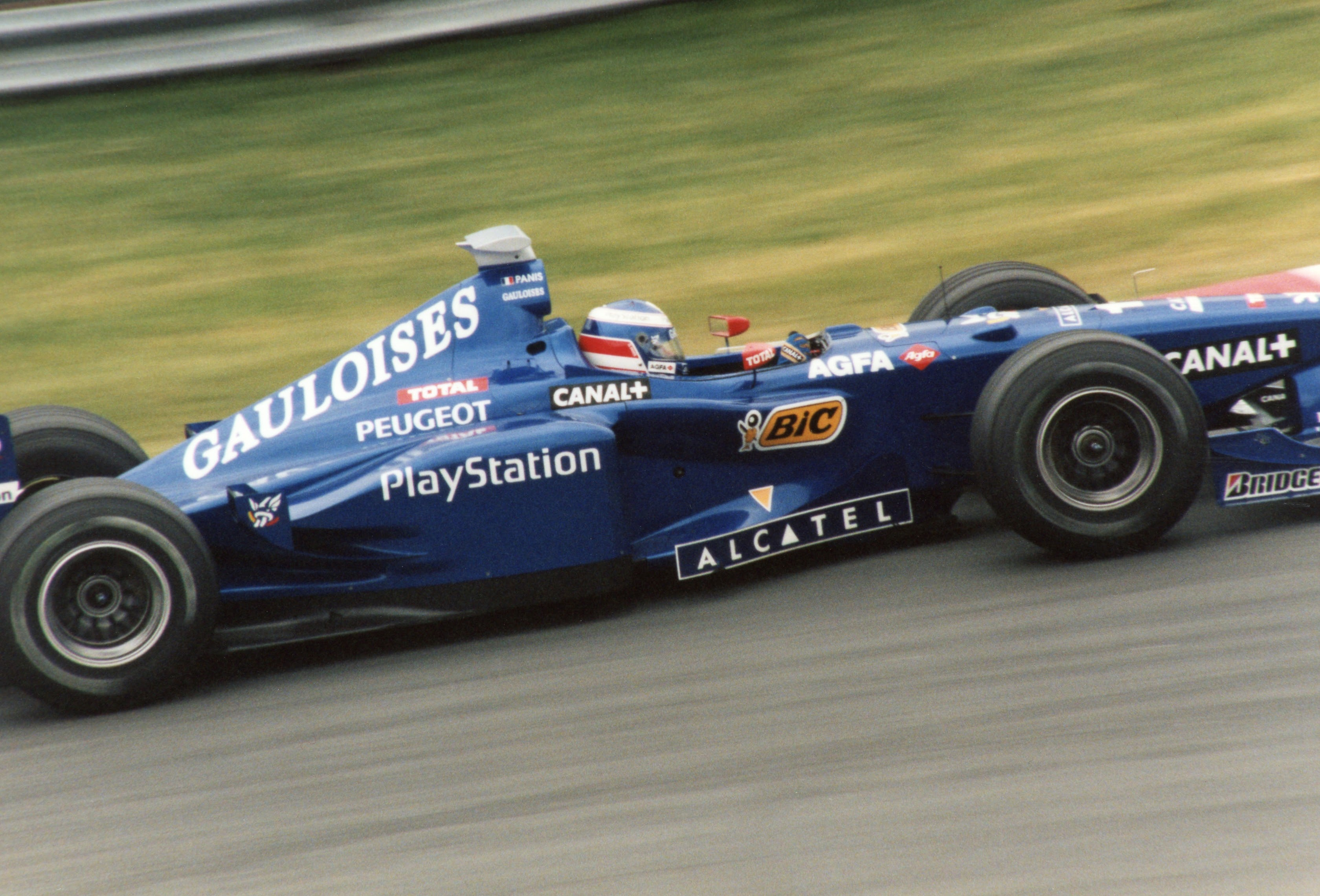
Chez Prost Grand Prix, en 1998.

En 1997, c'est en tant que pilote de l'écurie Prost Grand Prix que Panis commence la saison. Fort d'une solide réputation à la suite de son succès monégasque de l'année précédente, Panis nourrit des ambitions d'autant plus grandes que la Prost JS45, équipée des nouveaux pneus Bridgestone, a montré durant les essais hivernaux un potentiel intéressant. Un potentiel que Panis se charge de confirmer en terminant en début de saison troisième du Grand Prix du Brésil et deuxième du Grand Prix d'Espagne. Des débuts excellents assombris par son abandon au Grand Prix d'Argentine, où la victoire semblait accessible tant Panis et sa voiture étaient performants. Alors 3e du classement provisoire du championnat du monde derrière Schumacher et Villeneuve après 6 épreuves, Panis aborde le Grand Prix du Canada en pleine confiance, mais un grave accident en fin de course interrompt net son ascension. Relevé avec une jambe fracturée, Panis est contraint d'observer une longue convalescence et de manquer les 7 Grand Prix suivants. Il fait son retour au mois de septembre au Grand Prix du Luxembourg (qu'il termine 6e).
La saison 1998 marque le vrai début de l'aventure Prost Grand Prix (comme son nom de code l'indique, la Prost JS45 n'était qu'une Ligier rebaptisée), avec la sortie de la Prost AP01 et l'arrivée du moteur Peugeot. Mais malgré les grandes ambitions de toute l'équipe, la saison tourne rapidement au fiasco puisque Panis ne parvient pas à inscrire le moindre point en raison d'une fiabilité désastreuse et d'un faible niveau de performance. Les choses s'améliorent à peine en 1999, où il n'inscrit que deux petits points. À cela s'ajoutent des relations de plus en plus tendues avec son patron Alain Prost, qui lui reproche notamment d'être régulièrement dominé par son jeune équipier italien Jarno Trulli. Au cours de la saison 1999, il devient rapidement évident que l'avenir de Panis ne passe plus par Prost Grand Prix. Mais son image écornée par deux années de vaches maigres le rend peu attractif sur le marché des transferts.

### 2000: essayeur chez McLaren
En s'associant avec le manager belge Didier Coton (surtout connu pour être l'agent du champion du monde en titre Mika Häkkinen), Panis parvient néanmoins à s'ouvrir de nouvelles portes. Fin 1999, il s'engage avec l'écurie McLaren-Mercedes en qualité de pilote essayeur, un contrat qu'il ne renie pas malgré l'offre de Williams pour la saison 2000 (Williams cherchait un pilote pour remplacer Alex Zanardi et assurer la délicate mise au point du tout nouveau moteur BMW, mais en raison de l'arrivée de Juan Pablo Montoya, prévue pour 2001, n'était en mesure de garantir à Panis un contrat ne portant que sur une seule saison). Chez McLaren-Mercedes, même s'il n'a pas la possibilité de rouler en course, Panis se refait une solide réputation. Ses chronos en essais privés ainsi que les compliments que lui adressent publiquement les pilotes titulaires (Coulthard et Häkkinen) ainsi que les dirigeants de l'équipe (Ron Dennis en tête) lui permettent de retrouver un volant de titulaire pour la saison 2001, où il est choisi par BAR-Honda pour épauler Jacques Villeneuve.

### 2001-2002: British American Racing
En faisant plus ou moins jeu égal en performance avec son prestigieux équipier canadien Jacques Villeneuve, Panis surprend agréablement. Mais par la faute d'un manque récurrent de fiabilité ainsi que de tactiques peu inspirées de la part de son équipe, il n'est que rarement en mesure de confirmer en course ses belles qualifications et ne marque que 8 points en 2 saisons.
Point d'orgue du manque de coordination coûteux et frustrant pour le pilote français de la part de son équipe, sa quatrième place au Grand Prix du Brésil 2001 ne fait pas oublier que sans une mésentente incroyable de l'écurie, qui a fait rentrer ses deux pilotes en même temps lors d'un arrêt aux stands, il aurait fini sur le podium. Jacques Villeneuve, qui n'a jamais caché son estime pour Panis, déclare par la suite : « C'est scandaleux, l'équipe a pourri la course d'Olivier. »

### 2003-2006: Toyota

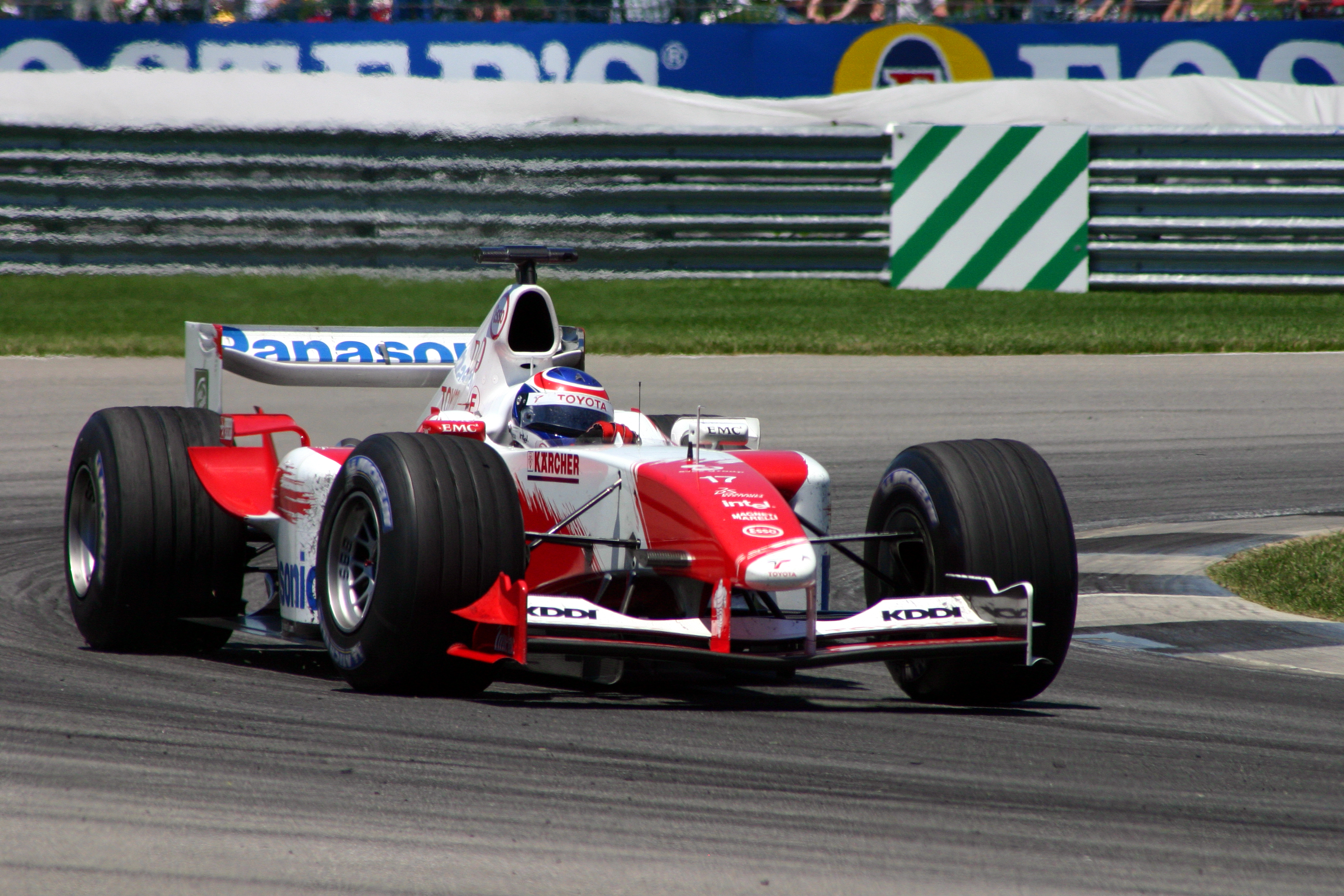
Chez Toyota, en 2004.

Poussé dehors par l'arrivée chez BAR du jeune Jenson Button, Panis trouve refuge chez Toyota. Mais là encore, faute d'un matériel fiable et compétitif, il doit se contenter de maigres résultats tout au long des saisons 2003 et 2004. Plus ou moins contraint de céder sa place à Ricardo Zonta (qui lui-même venait d'être remplacé par Trulli, nouvel arrivant au sein de l'écurie Toyota) pour le Grand Prix du Brésil, ultime manche de la saison, il dispute son dernier Grand Prix au Japon. En 2005 et 2006, Panis reste chez Toyota, en qualité de pilote essayeur, mais sans disputer le moindre Grand Prix. Le 18 septembre 2006, à 40 ans passé, il annonce qu'il met un terme définitif à sa carrière en Formule 1.

### 2008-2011: endurance

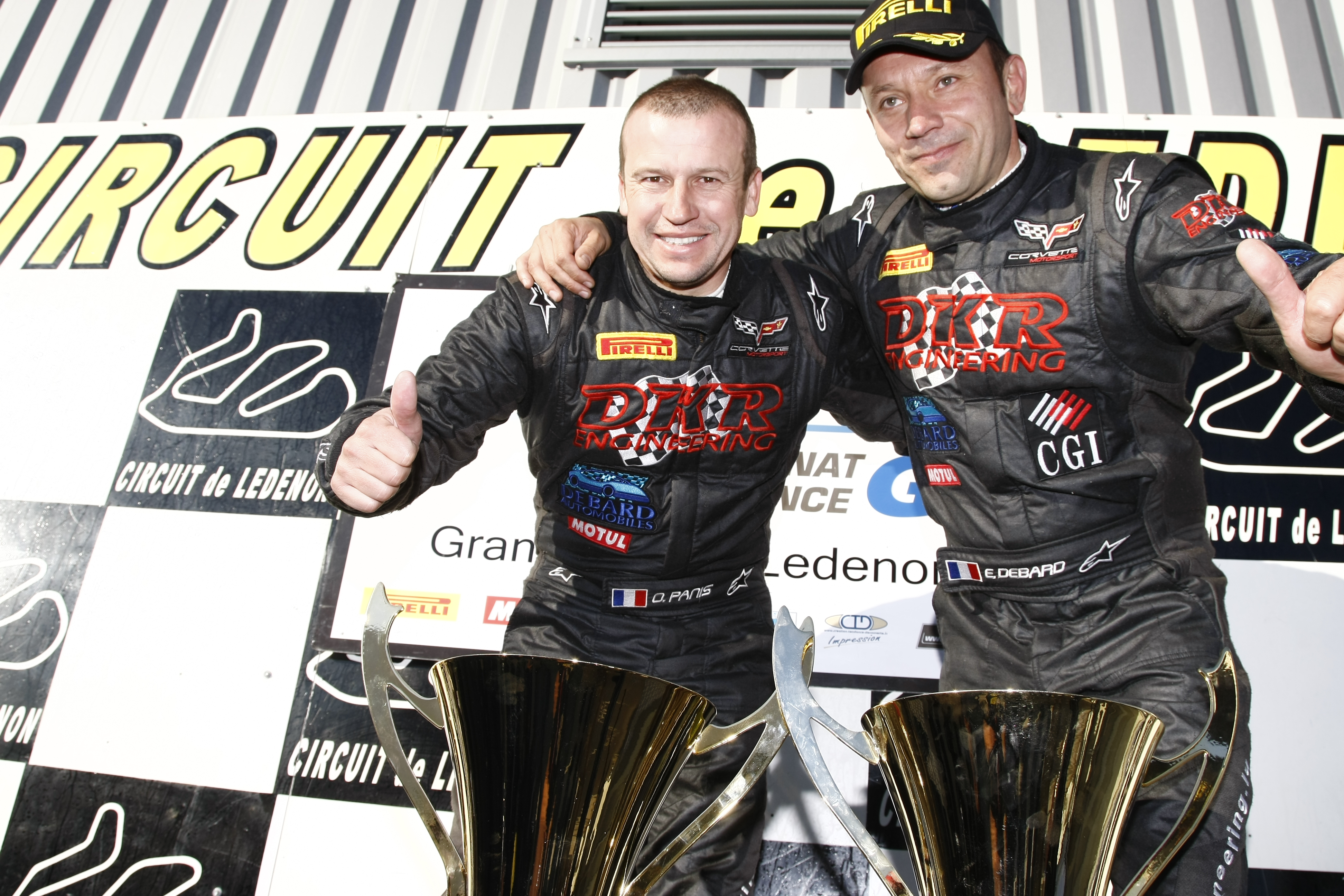
Podium FFSA 2009 Olivier Panis-Éric Debard

Après une année 2007 de semi-inactivité au cours de laquelle il est devenu directeur sportif de l'équipe de France de A1 Grand Prix, il retrouve la compétition de haut niveau de 2008 à 2011 en étant le fer de lance de l'écurie Courage-Oreca aux 24 Heures du Mans. Il gagne trois courses : les 1 000 kilomètres de Silverstone 2009 en compagnie de Nicolas Lapierre sur l'Oreca 01, les  1 000 km d’Algarve en 2010 en compagnie de Nicolas Lapierre et Stéphane Sarrazin sur Peugeot 908 HDi FAP du Team Oreca et les 12 Heures de Sebring 2011 en compagnie de Nicolas Lapierre et de Loïc Duval au volant de l'« ancienne » Peugeot 908 HDi FAP du Team Oreca.

### 2005 - 2024: Trophée Andros
Olivier Panis participe durant l'hiver au Trophée Andros. De 2009 à 2011, il court pour Skoda et termine troisième de la saison 2009-2010. En 2012, il prend la succession d'Alain Prost sur Dacia Lodgy et remporte six victoires.
En 2019, il remporte la finale avec son fils Aurélien.

### 2009-2015: Grand Tourisme
Il participe au Championnat de France FFSA GT de 2009 à 2015.

### Depuis 2016: Panis-Barthez Compétition puis Panis Racing, équipe de course en endurance
Olivier Panis, et Fabien Barthez, lancent une équipe de course en endurance en janvier 2016. La voiture du Panis-Barthez Compétition est une Ligier JS P2 et elle court en ELMS et aux 24 Heures du Mans. Les pilotes sont Timothé Buret, Paul-Loup Chatin et Fabien Barthez.
L'écurie est renommée Panis Racing après sa fusion avec Tech 1 Racing.

## Carrière

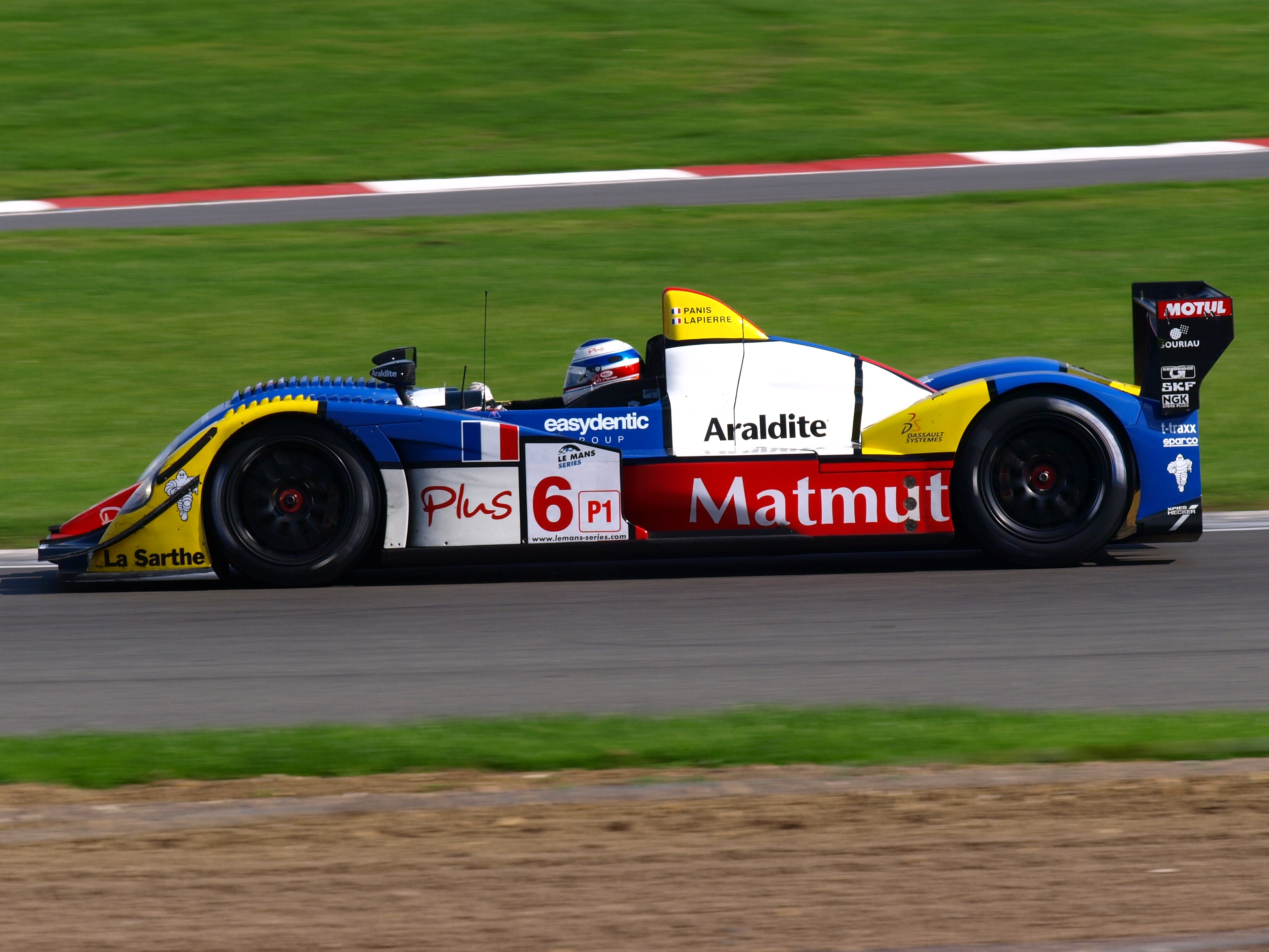
Panis en 2008 à Silverstone sur la Courage-Oreca

| Année     | Discipline                                          |
| --------- | --------------------------------------------------- |
| 1981-1987 | Karting                                             |
| 1988-1989 | Formule Renault-Champion en 1989                    |
| 1990-1991 | Formule 3                                           |
| 1992-1993 | F3000-Champion 1993                                 |
| 1994-1996 | Formule 1 Ligier-1 victoire                         |
| 1997-1999 | Formule 1-Prost Grand Prix                          |
| 2000      | Pilote essayeur McLaren-Mercedes                    |
| 2001-2002 | Formule 1-BAR                                       |
| 2003-2004 | Formule 1-Toyota                                    |
| 2005-2006 | Pilote essayeur Toyota                              |
| 2008-2010 | Le Mans Series et 24 Heures du Mans - Courage-Oreca |
| 2011      | ILMC - Oreca : Peugeot 908 HDI                      |

## Résultats en championnat du monde de Formule 1
| Saison | Écurie                          | Châssis      | Moteur          | Pneus       | GP disputés | Pole positions | Victoires | Meilleurs tours | Podiums | Points inscrits | Classement |
| ------ | ------------------------------- | ------------ | --------------- | ----------- | ----------- | -------------- | --------- | --------------- | ------- | --------------- | ---------- |
| 1994   | Ligier Gitanes Blondes          | JS39B        | Renault V10     | Goodyear    | 16          | 0              | 0         | 0               | 1       | 9               | 11e        |
| 1995   | Ligier Gitanes Blondes          | JS41         | Mugen-Honda V10 | Goodyear    | 17          | 0              | 0         | 0               | 1       | 16              | 8e         |
| 1996   | Équipe Ligier Gauloises Blondes | JS43         | Mugen-Honda V10 | Goodyear    | 16          | 0              | 1         | 0               | 1       | 13              | 9e         |
| 1997   | Prost Gauloises Blondes         | JS45         | Mugen-Honda V10 | Bridgestone | 10          | 0              | 0         | 0               | 2       | 16              | 9e         |
| 1998   | Gauloises Prost Peugeot         | AP01         | Peugeot V10     | Bridgestone | 16          | 0              | 0         | 0               | 0       | 0               | Nc         |
| 1999   | Gauloises Prost Peugeot         | AP02         | Peugeot V10     | Bridgestone | 16          | 0              | 0         | 0               | 0       | 2               | 15e        |
| 2001   | Lucky Strike BAR Honda          | 003          | Honda V10       | Bridgestone | 17          | 0              | 0         | 0               | 0       | 5               | 14e        |
| 2002   | Lucky Strike BAR Honda          | 004          | Honda V10       | Bridgestone | 17          | 0              | 0         | 0               | 0       | 3               | 14e        |
| 2003   | Panasonic Toyota Racing         | TF103        | Toyota V10      | Michelin    | 16          | 0              | 0         | 0               | 0       | 6               | 14e        |
| 2004   | Panasonic Toyota Racing         | TF104 TF104B | Toyota V10      | Michelin    | 17          | 0              | 0         | 0               | 0       | 6               | 14e        |
|        | Total                           |              |                 |             | 158         | 0              | 1         | 0               | 5       | 76              |            |

### Victoire en Formule 1
| no | Année | Manche | Date        | Grand Prix | Circuit | Position départ | Écurie | Voiture | Résultats |
| -- | ----- | ------ | ----------- | ---------- | ------- | --------------- | ------ | ------- | --------- |
| 1  | 1996  | 6/16   | 11 mai 1996 | Monaco     | Monaco  | 14e             | Ligier | JS43    | Résultat  |

## Résultats aux 24 heures du Mans
| Année | Voiture                 | Équipe     | Équipiers                       | Résultat |
| ----- | ----------------------- | ---------- | ------------------------------- | -------- |
| 2008  | Courage-Oreca LC70-Judd | Team Oreca | Marcel Fässler / Simon Pagenaud | Abandon  |
| 2009  | Oreca 01-AIM            | Team Oreca | Soheil Ayari / Nicolas Lapierre | 5e       |
| 2010  | Peugeot 908 HDI         | Team Oreca | Loïc Duval / Nicolas Lapierre   | Abandon  |
| 2011  | Peugeot 908 HDI         | Team Oreca | Loïc Duval/ Nicolas Lapierre    | 5e       |